# Violation Wound
Violation Wound ist eine US-amerikanische Hardcore-Punk-Band aus Kalifornien, die 2013 gegründet wurde.

## Geschichte
Die Band wurde im Juni 2013 gegründet und bestand aus dem Sänger und Gitarristen Chris Reifert, dem Bassisten Joe Orterry und dem Schlagzeuger Matt O’Connell. Ein Jahr später erschien bei VIC Records das selbstbetitelte Debütalbum, dem sich 2015 bei Horror Pain Gore Death Productions das Album Broken Idol / Elimination Time und 2016 das Album Open Up and Burn anschlossen. Im selben Jahr spielte die Gruppe auf dem California Deathfest. 2018 nahm sie am Maryland Deathfest teil. Im April des Jahres erschien bei Peaceville Records das Album With Man in Charge. Hierauf sind Athenar von Midnight und Dave Hill, mit dem Reifert im selben Jahr in der Band Painted Doll kollaborierte, als Gastmusiker enthalten. Das Album war in den Earhammer Studios in Oakland, Kalifornien, unter der Leitung von Greg Wilkinson aufgenommen worden. Im Juli 2019 wurde in den Hyde St. Studios in Los Angeles unter der Leitung von Sam Zuerner das Album Dying to Live, Living to Die aufgenommen und im selben Jahr bei Peaceville Records veröffentlicht.

## Stil
Thomas Strater vom Metal Hammer schrieb in seiner Rezension zu With Man in Charge, dass es sich hierbei um Punk handele, der „schön altmodisch daherscheppernd“ sei. Reiferts Gesang sei „räudig, wenngleich natürlich etwas verständlicher als sein Trademark-Bellen bei Autopsy“. Das Album sei für Fans von altmodischem Punk und Hardcore Punk geeignet. Jan Jaedike vom Rock Hard rezensierte das Album ebenfalls und gab an, dass hierauf Einflüsse aus dem Hardcore Punk hörbar sind, wobei man sich eher an Poison Idea als 7 Seconds orientiert habe. Zudem baue man Elemente aus dem Rock ’n’ Roll der 1980er Jahre ein. Bei den Bandmitgliedern handele es sich zwar um erfahrene Musiker, jedoch sei das Album "kein schlapper Aufstand alter Männer", sondern man "ballert mit atemberaubender Frische direkt in die Fresse". Reiferts Gesang beschrieb er als "asoziale[s] Gebrüll", wobei er ein "schludriger Gitarrist mit Hang zu kaputten Soli" sei. In einer späteren Ausgabe rezensierte Sebastian Schilling Dying to Live, Living to Die und beschrieb die Musik als Mischung aus Punk und Thrash Metal. Gelegentlich seien auch klangliche Gemeinsamkeiten zum Rock ’n’ Roll vorhanden, sodass Erinnerungen an Motörhead wachgerufen werden würden. Die Songs seien zwar sehr kurz, wobei der längste nur drei Minuten lang sei, jedoch würden sie nicht "lieblos hingerotzt oder unfertig" wirken. Auf dem Album forme man "knackige Riffs und knarzende Bassläufe zu eingängigen Songs", wobei die Liedtexte einen sozialkritischen Charakter hätten und "schön angepisst, aber zugleich reflektiert" seien. Insgesamt sei das Album für Fans von Gruppen wie Toxic Holocaust geeignet. Mandy Malon ordnete die Gruppe eine Ausgabe später dem Hardcore Punk und Grindcore zu. Die Texte würden von Reifert stammen und seien von politischer Natur.

## Diskografie
- 2014: Antimusic Missile (Split mit Blizzard, Doomentia Records)
- 2014: Violation Wound (Album, VIC Records)
- 2014: Grime! Greed! Gore!  (Split mit Dirty Mike & The Boys und First Class Elite, Horror Pain Gore Death Productions)
- 2015: Fleshreaper / Violation Wound (Split mit Fleshreaper, Horror Pain Gore Death Productions)
- 2015: Broken Idol / Elimination Time (Album, Horror Pain Gore Death Productions)
- 2015: What Remains? (EP, Eigenveröffentlichung)
- 2016: Open Up and Burn (Album, Horror Pain Gore Death Productions)
- 2016: Skullhog / Violation Wound (Split mit Skullhog, Fat Ass Records)
- 2017: Bastardhammer / Violation Wound (Split mit Bastardhammer, Horror Pain Gore Death Productions)
- 2017: Violation Wound / Deathgrave (Split mit Deathgrave, Six Weeks Records)
- 2017: Violation Wound / Ruin (Split mit Ruin, Fudgeworthy Records)
- 2018: Violation Wound / Cliterati (Split mit Cliterati, Tankcrimes Records)
- 2018: Violation Wound / Surgikill (Split mit Surgikill, Selfmadegod Records)
- 2018: With Man in Charge (Album, Peaceville Records)
- 2019: Dying to Live, Living to Die (Album, Peaceville Records)